# Temporada de World Series by Renault de 2007
A Temporada de World Series by Renault de 2007 iniciou no dia 14 de abril de 2007 em Monza e se encerrou em Barcelona, 28 de outubro de 2007.

## Mudanças no regulamento
O número de regras novas introduzidas para 2007 em ordem melhorarem a corrida e criar mais emoção:
- Primeiramente, o comprimento da primeira corrida em cada reunião esteve estendido, significando que ambas as corridas durarão agora durante aproximadamente 45 minutos (exclua Mônaco, onde há só uma corrida).
- O grid para corrida ainda será decidido por uma sessão qualificativa 20 minutos, mas o grid para corrida dois será determinada agora pela ordem de acabamento da primeira corrida, com os melhores 10 colocados invertendo as posições.
- Também serão premiados agora pontos ao 3 melhores pilotos em cada grupo qualificativo para corrida um. Os 30 pilotos são divididos em dois grupos de 15 para a sessão de 20 minutos, com o piloto mais rápido 4 pontos, o segundo mais rápido 2 com e 1 ponto para o terceiro.

## Testes de Pré-temporada
| Data           | Local                      | Circuito                      | Piloto           | Equipe                    | Volta    |
| 2006           | 2006                       | 2006                          | 2006             | 2006                      | 2006     |
| -------------- | -------------------------- | ----------------------------- | ---------------- | ------------------------- | -------- |
| 8 de novembro  | Le Castellet, França       | Circuit Paul Ricard           | Marco Bonanomi   | Prema Powerteam           | 1:17.074 |
| 9 de novembro  | Le Castellet, França       | Circuit Paul Ricard           | Ben Hanley       | Red Devil Team Comtec     | 1:15.266 |
| 22 de novembro | Campagnano di Roma, Itália | Circuito de Vallelunga        | Alvaro Barba     | International DracoRacing | 1:23.042 |
| 23 de novembro | Campagnano di Roma, Itália | Circuito de Vallelunga        | Marco Bonanomi   | Red Devil Team Comtec     | 1:22.293 |
| 29 de novembro | Valência, Espanha          | Circuit de Valencia           | Alvaro Barba     | Red Devil Team Comtec     | 1:22.926 |
| 30 de novembro | Valência, Espanha          | Circuit de Valencia           | Miguel Molina    | Pons Racing               | 1:21.954 |
| 2007           |                            |                               |                  |                           |          |
| 14 de março    | Barcelona, Espanha         | Circuit de Catalunya          | Ben Hanley       | Prema Powerteam           | 1:32.205 |
| 15 de março    | Barcelona, Espanha         | Circuit de Catalunya          | Davide Valsecchi | Epsilon Euskadi           | 1:31.582 |
| 27 de março    | Nürburg, Alemanha          | Nürburgring                   | Alvaro Barba     | International DracoRacing | 1:44.643 |
| 28 de março    | Nürburg, Alemanha          | Nürburgring                   | Alvaro Barba     | International DracoRacing | 1:44.145 |
| 25 de abril    | Magny-Cours, França        | Circuit de Nevers Magny-Cours | Clivio Piccione  | RC Motorsport             | 1:25.248 |
| 26 de abril    | Magny-Cours, França        | Circuit de Nevers Magny-Cours | Sebastian Vettel | Carlin Motorsport         | 1:24.541 |

## Pilotos de 2007
| Equipe                    | No. Carro | Pilotos              | Status |
| ------------------------- | --------- | -------------------- | ------ |
| Interwetten.com           | 1         | Salvador Durán       | R      |
| Interwetten.com           | 2         | Daniil Move          | R      |
| International DracoRacing | 3         | Miloš Pavlović       |        |
| International DracoRacing | 4         | Alvaro Barba         |        |
| Red Devil Team Comtec     | 5         | Jaap Van Lagen       |        |
| Red Devil Team Comtec     | 5         | Michael Herck        | R      |
| Red Devil Team Comtec     | 6         | Alejandro Núñez      | R      |
| Carlin Motorsport         | 7         | Mikhail Aleshin      |        |
| Carlin Motorsport         | 8         | Sebastian Vettel     |        |
| Carlin Motorsport         | 8         | Michael Ammermüller  | R      |
| Carlin Motorsport         | 8         | Robert Wickens       | R      |
| RC Motorsport             | 9         | Clivio Piccione      | R      |
| RC Motorsport             | 10        | Marco Bonanomi       |        |
| Victory Engineering       | 11        | Giedo van der Garde  | R      |
| Victory Engineering       | 12        | Charlie Kimball      | R      |
| Victory Engineering       | 12        | Alberto Valério      |        |
| KTR                       | 14        | Guillaume Moreau     | R      |
| KTR                       | 15        | Bertrand Baguette    | R      |
| Prema Powerteam           | 16        | Xavier Maassen       | R      |
| Prema Powerteam           | 18        | Ben Hanley           |        |
| Cram Competition          | 19        | Fairuz Fauzy         | R      |
| Cram Competition          | 20        | Pippa Mann           | R      |
| Epsilon Euskadi           | 21        | Filipe Albuquerque   | R      |
| Epsilon Euskadi           | 22        | Davide Valsecchi     |        |
| Pons Racing               | 23        | Miguel Molina        |        |
| Pons Racing               | 24        | Carlos Iaconelli     |        |
| Eurointernational         | 25        | Celso Miguez         |        |
| Eurointernational         | 25        | Jaap Van Lagen       |        |
| Eurointernational         | 25        | Julian Theobald      | R      |
| Eurointernational         | 26        | Alessandro Ciompi    | R      |
| Eurointernational         | 26        | Johannes Theobald    | R      |
| Eurointernational         | 26        | Giorgio Mondini      |        |
| GD Racing                 | 27        | Ricardo Risatti      | R      |
| GD Racing                 | 27        | Luiz Razia           | R      |
| GD Racing                 | 27        | Frédéric Vervisch    |        |
| GD Racing                 | 28        | Pasquale di Sabatino |        |
| Fortec Motorsport         | 29        | James Walker         | R      |
| Fortec Motorsport         | 30        | Richard Philippe     | R      |
| Fortec Motorsport         | 30        | Yelmer Buurman       | R      |
| Fortec Motorsport         | 30        | Esteban Guerrieri    | R      |
| Tech 1 Racing             | 31        | Julien Jousse        | R      |
| Tech 1 Racing             | 32        | Álvaro Parente       |        |

R = Novato em 2007

## Calendário de 2007 e vencedores
| GP | Local                      | Circuito                      | Data           | Vencedor           | Equipe                    |
| -- | -------------------------- | ----------------------------- | -------------- | ------------------ | ------------------------- |
| 1  | Monza, Itália              | Autodromo Nazionale Monza     | 14 de abril    | Mikhail Aleshin    | Carlin Motorsport         |
| 2  | Monza, Itália              | Autodromo Nazionale Monza     | 15 de abril    | Salvador Durán     | Interwetten.com           |
| 3  | Nürburg, Alemanha          | Nürburgring                   | 5 de maio      | Sebastian Vettel   | Carlin Motorsport         |
| 4  | Nürburg, Alemanha          | Nürburgring                   | 6 de maio      | Davide Valsecchi   | Epsilon Euskadi           |
| 5  | Monte Carlo, Mônaco        | Circuit de Monaco             | 27 de maio     | Álvaro Parente     | Tech 1 Racing             |
| 6  | Budapeste, Hungria         | Hungaroring                   | 14 de julho    | Filipe Albuquerque | Epsilon Euskadi           |
| 7  | Budapeste, Hungria         | Hungaroring                   | 15 de julho    | Alejandro Núñez    | Red Devil Team Comtec     |
| 8  | Spa, Bélgica               | Circuit de Spa-Francorchamps  | 18 de agosto   | Álvaro Parente     | Tech 1 Racing             |
| 9  | Spa, Bélgica               | Circuit de Spa-Francorchamps  | 19 de agosto   | Miloš Pavlović     | International DracoRacing |
| 10 | Leicestershire, Inglaterra | Donington Park                | 8 de setembro  | Alvaro Barba       | International DracoRacing |
| 11 | Leicestershire, Inglaterra | Donington Park                | 9 de setembro  | James Walker       | Fortec Motorsport         |
| 12 | Magny-Cours, França        | Circuit de Nevers Magny-Cours | 22 de setembro | Ben Hanley         | Prema Powerteam           |
| 13 | Magny-Cours, França        | Circuit de Nevers Magny-Cours | 23 de setembro | Guillaume Moreau   | KTR                       |
| 14 | Estoril, Portugal          | Autódromo do Estoril          | 20 de outubro  | Miguel Molina      | Pons Racing               |
| 15 | Estoril, Portugal          | Autódromo do Estoril          | 21 de outubro  | Miloš Pavlović     | International DracoRacing |
| 16 | Barcelona, Espanha         | Circuit de Catalunya          | 27 de outubro  | Miguel Molina      | Pons Racing               |
| 17 | Barcelona, Espanha         | Circuit de Catalunya          | 28 de outubro  | Ben Hanley         | Prema Powerteam           |

## Sistema de pontuação
|           | 1° | 2° | 3° | 4° | 5° | 6° | 7° | 8° | 9° | 10° |
| --------- | -- | -- | -- | -- | -- | -- | -- | -- | -- | --- |
| Corrida 1 | 15 | 12 | 10 | 8  | 6  | 5  | 4  | 3  | 2  | 1   |
| Corrida 2 | 12 | 10 | 8  | 7  | 6  | 5  | 4  | 3  | 2  | 1   |

## Classificação final de 2007

### Pilotos
| Pos | Piloto               | Eqiupe                    | Pontos | Vitória | M/voltas |
| --- | -------------------- | ------------------------- | ------ | ------- | -------- |
| 1   | Álvaro Parente       | Tech 1 Racing             | 129    | 2       | 1        |
| 2   | Ben Hanley           | Prema Powerteam           | 102    | 2       | 3        |
| 3   | Miloš Pavlović       | International DracoRacing | 96     | 2       | 2*       |
| 4   | Filipe Albuquerque   | Epsilon Euskadi           | 81     | 1       | 1        |
| 5   | Sebastian Vettel     | Carlin Motorsport         | 74     | 1       | 1        |
| 6   | Giedo van der Garde  | Victory Engineering       | 67     |         | 1        |
| 7   | Miguel Molina        | Pons Racing               | 66     | 2       | 1        |
| 8   | Salvador Durán       | Interwetten.com           | 64     | 1       |          |
| =   | Alvaro Barba         | International DracoRacing | 64     | 1       | 4        |
| 10  | Julien Jousse        | Tech 1 Racing             | 62     |         | 1        |
| 11  | Fairuz Fazuy         | Cram Competition          | 51     |         |          |
| 12  | Mikhail Aleshin      | Carlin Motorsport         | 44     | 1       |          |
| =   | Marco Bonanomi       | RC Motorsport             | 44     |         | 1        |
| 14  | Guillaume Moreau     | KTR                       | 43     | 1       |          |
| 15  | Clivio Piccione      | RC Motorsport             | 42     |         | 1        |
| 16  | Davide Valsecchi     | Epsilon Euskadi           | 37     | 1       |          |
| 17  | Bertrand Baguette    | KTR                       | 34     |         |          |
| 18  | Alejandro Núñez      | Red Devil Team Comtec     | 31     | 1       |          |
| 19  | James Walker         | Fortec Motorsport         | 19     | 1       |          |
| 20  | Yelmer Buurman       | Fortec Motorsport         | 15     |         |          |
| 21  | Carlos Iaconelli     | Pons Racing               | 13     |         |          |
| 22  | Michael Ammermüller  | Carlin Motorsport         | 12     |         |          |
| 23  | Celso Miguez         | Eurointernational         | 10     |         |          |
| 24  | Charlie Kimball      | Victory Engineering       | 7      |         |          |
| 25  | Robert Wickens       | Carlin Motorsport         | 6      |         |          |
| 26  | Pasquale di Sabatino | GD Racing                 | 2      |         |          |
| 27  | Pippa Mann           | Cram Competition          | 1      |         |          |

Notas:
- Miloš Pavlović fez a volta mais rápida na segunda corrida em Donington Park, porém não foi premiado com dois pontos de bônus por causa de condução perigosa.

### Equipe
| Pos | Equipe                    | Pontos | Vitórias | M/voltas |
| --- | ------------------------- | ------ | -------- | -------- |
| 1   | Tech 1 Racing             | 191    | 2        | 2        |
| 2   | International DracoRacing | 160    | 3        | 6        |
| 3   | Carlin Motorsport         | 136    | 2        | 1        |
| 4   | Epsilon Euskadi           | 118    | 2        | 1        |
| 5   | Prema Powerteam           | 102    | 2        | 3        |
| 6   | RC Motorsport             | 86     |          | 2        |
| 7   | Pons Racing               | 79     | 2        | 1        |
| 8   | KTR                       | 77     | 1        |          |
| 9   | Victory Engineering       | 74     |          | 1        |
| 10  | Interwetten.com           | 64     | 1        |          |
| 11  | Cram Competition          | 52     |          |          |
| 12  | Fortec Motorsport         | 34     | 1        |          |
| 13  | Red Devil Team Comtec     | 31     | 1        |          |
| 14  | Eurointernational         | 10     |          |          |
| 15  | GD Racing                 | 2      |          |          |